# 2-壬烯醛
2-壬烯醛 （英語：2-Nonenal）是一種不飽和醛。其為無色液體，是陳年啤酒和蕎麥氣味的主要成分。

## 氣味特性
2-壬烯醛的氣味類似於鳶尾根、脂肪、黃瓜，與高齡者的特殊體味有聯繫。

## 拓展閱讀
- Morrison, Glenn C.; Nazaroff, William W. . Environmental Science & Technology. 2002-05-01, 36 (10)  [2022-07-21]. ISSN 0013-936X. PMID 12038828. doi:10.1021/es0113089. （原始内容存档于2022-07-21） （英语）.